# Pakistans självständighetsdag
Pakistans självständighetsdag (engelska: Independence Day) är en nationell helgdag i Pakistan, som firas den 14 augusti till minne av Indiens delning 1947. Huvudceremonierna firas i Islamabad.